# Elaphropeza confusa
Elaphropeza confusa är en tvåvingeart som först beskrevs av Charles Howard Curran 1936.  Elaphropeza confusa ingår i släktet Elaphropeza och familjen puckeldansflugor. Inga underarter finns listade i Catalogue of Life.